# Luis Sabatini
Luis Sabatini (18 de agosto de 1960) es un actor nacido en la Ciudad de Buenos Aires, Argentina.

## Trabajos en cine y televisión
- 2013: Sos mi hombre (Canal 13-TV), Los vecinos en guerra (Telefe-TV)[2]
- 2013: Violetta (Disney Channel, Canal 13 -TV)
- 2011: Los únicos (Canal 13-TV), Matrimonios (Carlos María Jaureguialzo-CINE), Herederos de una Venganza (Canal 13-TV)
- 2010: Consentidos (Canal 13-TV), No Retorno (Miguel Cohan-CINE), Alguien que me quiera (Canal 13-TV)
- 2009: And Soon the Darkness (Marcos Efron-CINE), Casi ángeles (tercera temporada) (Telefe-TV) y Botineras (Telefe-TV)
- 2008: El niño pez (Lucía Puenzo-CINE), Epitafios II (Polka/HBO-TV) y Mujeres de Nadie (Canal 13-TV)
- 2007: Regresados (Flavio Nardini/Cristian Bernard-CINE), Cordero de Dios (Lucía Cedrón-CINE), Blood (Chris Naom-CINE), Julias Tango (Endemol/Holanda-TV) y Bella y Bestia (Telefe-TV)
- 2006: Sultanes del Sur (Alejandro Lozano-CINE), La mano de dios (Marco Rissi-CINE), Alma Pirata (Telefe-TV), Collar de esmeraldas (Telefe-TV), Amas de casa desesperadas (Canal 13-TV), Hermanos y detectives (Telefe-TV), Tango del último amor (Telefe/Rusia-TV) y Malvinas (Cuatrocabezas-TV)
- 2005: Derecho de familia (Daniel Burman-CINE), Amor mío (Telefe-TV), Floricienta (Canal 13-TV), Botines (Canal 13-TV) e Historias de sexo de gente común (Telefe-TV)
- 2004: Los pensionados (Canal 13-TV), El deseo (Telefe-2004), Los machos (Canal 13-TV), Mosca y Smith (Telefé-TV) y Locas de amor (Canal 13-TV)
- 2003: Soy gitano (Canal 13-TV)
- 2000: Okupas (Tv Pública-TV)
- 1992/1995: Son de diez (Canal 13-TV)

### Películas
- El sur de una pasión (Cristina Fasulino-2005)
- Testosterona (David Melaton-2003)
- El pasaporte (Miguel Mirra-2001)
- Chiquititas (José Luis Massa-2001)
- Mala época (Salvador Roselli-1997)
- El mundo contra mí (Beda Docampo Feijoo-1996)
- Caminos del maíz Miguel Mirra y Julia Vargas - 1989 (no terminada)

### Trabajos de teatro destacados
- El señor Puntila y su criado Matti (Dir.: Claudio Hochmann-Teatro General San Martín-2001)
- Meink Kampf, farsa (Dir.: Jorge Lavelli-Teatro General San Martín-2000)